# 2008年北京オリンピックのブルガリア選手団
2008年北京オリンピックのブルガリア選手団（2008ねんペキンオリンピックのブルガリアせんしゅだん）は、2008年8月8日から8月24日にかけて中国の北京を主として開催された2008年北京オリンピックのブルガリア選手団、およびその競技結果。

## 概要
今大会は金メダル1個、銀メダル1個、銅メダル3個の合計5個のメダルを獲得した。

## メダル
| メダル | 選手名               | 競技       | 種目                             |
| ------ | -------------------- | ---------- | -------------------------------- |
| 金     | ルミアナ・ネイコワ   | ボート     | 女子シングルスカル               |
| 銀     | スタンカ・ズラテバ   | レスリング | 女子フリースタイル72kg級         |
| 銅     | ラドスラフ・ベリコフ | レスリング | 男子フリースタイル55kg級         |
| 銅     | キリル・テルジエフ   | レスリング | 男子フリースタイル74kg級         |
| 銅     | ヤボル・ヤナキエフ   | レスリング | 男子グレコローマンスタイル74kg級 |

## バレーボール
- バレーボールブルガリア男子代表